# Povijesni Isus i Krist vjere
O „povijesnom Isusu“ i „Kristu vjere“ govori se u kontekstu kristologije. Iako kroz povijest nije uvijek bilo tako, današnji se teolozi, i protestantski i katolički, slažu da su zemaljski Isus, koji je važna povijesna osoba, i Krist vjere nerazdvojivi, jer su jedna te ista osoba. Dakle, između te dvije dimenzije osobe Isusa iz Nazareta, Krista postoji kontinuitet.

## Prva Crkva
Isusovo propovijedanje o kraljevstvu Božjem i njegovo djelovanje zapisano je u četirima evanđeljima. Iako evanđelisti nisu imali nakanu ispisivati Isusov život u obliku biografije, već prenijeti budućim naraštajima poruku Radosne vijesti, njihovi se tekstovi ipak smatraju kršćanskim izvorima koji imaju i povijesnu i teološku vrijednost. Evanđelja su imala visok autoritet u prvoj Crkvi, koja ih priznaje kao normu svoje vjere i života. Dokaz tomu jesu kršćani prve Crkve koji su svojim životom potvrđivali tu autentičnost. Evanđelja su bila prihvaćena kao kerigma, kateheza i liturgijski tekst prve Crkve, a ne prvenstveno kao Isusova biografija.

## Vrijeme prosvjetiteljstva
Iluminizam / prosvjetiteljstvo (18. stoljeće) je postavio ljudski razum za temeljno mjerilo svekolikoga čovjekovog ponašanja i djelovanja. Tradicija je nešto što se želi maknuti, kako bi čovjek djelovao vođen samo svojim razumom. Ideja im je bila maknuti religiju kao tradicionalnu vrjednotu, a sve to u svrhu dedogmatizacije kršćanske vjere. Prosvjetiteljstvo je osobito imalo utjecaj na protestantsku kristologiju, no s vremenom se taj utjecaj osjetio i u katoličkoj kristologiji.

## Isus Krist u protestantskoj kristologiji
Protestantski teolozi koji su bili pod utjecajem iluminizma željeli su racionalno dokazati Isusov život i djelovanje. To posebno razvija Herman S. Reimarus koji razlikuje Isusov naum, djelovanje i nakanu od djelovanja apostola i prve Crkve. Za njega je Isus politički Mesija koji ima nakanu osloboditi narod od rimskih okupatora. Prema Reimarusu, Isus je priznao svoj poraz na križu, a Isusovi su učenici nakon njegove smrti ukrali njegovo tijelo i razglasili da je uskrsnuo. Ta je prevara uzrok shvaćanja Isusa kao Krista. Reimarus želi otkriti „pravog Isusa“. Njegovo je stajalište da povijesni Isus i Krist vjere nisu iste osobe, jer Isus za sebe nikada direktno nije rekao da je on Sin Božji. To istraživanje Isusova povijesnog života  bilo je pomoć u borbi protiv kršćanskih dogmi. U to vrijeme se javlja Tübingenska škola, čiji je osnivač Ferdinand C. Baur. David F. Strauss u svome djelu Isusov život kritički razrađen kaže da je Isus vjerski idol, a za tumačenje Isusova života koristi se mitskom interpretacijom. Krajem 19. i početkom 20. stoljeća javlja se liberalna njemačka škola (A. Ritschl, E. Troltsch, A. von Harnack) preko koje se željelo uspostaviti kulturni sporazum s racionalizmom. Oni nisu priznavali Isusa kao Boga, ali su ga smatrali temeljem vjere Crkve. Modernom čovjeku su željeli ponuditi pristup vjeri i to upravo putem povijesnog istraživanja. Njihov je cilj, također, dedogmatizacija kršćanstva. S Martinom Kählerom započinje kritika Leben-Jesu-Forschunga i liberalne teologije. On se protivi odijeljivanju povijesnog Isusa od Krista vjere, Krista kojeg su propovijedali apostoli. Kähler razlikuje između historisch (povijesni Isus – kronološke činjenice o Isusu) i geschichtlich (povijesni Krist – imanentna značenja kronoloških činjenica koja imaju stalnu vrijednost). Zajedno s Williamom Wredeom zastupa mišljenje da evanđelja nemaju tendenciju pričati tko je bio Isus, nego navijestiti što on znači za vjeru. U tome se služe metodom povijesti književnih vrsta (Formgeschichte) kojom se htjelo od današnjih pisanih evanđelja doći do usmenih evanđelja, a onda od Isusovih učenika do samoga Isusa. Metoda je pokazala da je evanđelje najprije bilo propovijedano, a onda napisano, čime je načinjen preokret protestantskog stajališta da je najprije bila pisana, a zatim propovijedana riječ.

## Krist vjere
Sam pojam se pripisuje Rudolfu Bultmannu (1884. – 1976.) koji kritizira liberalnu teologiju. R. Bultmann i K. Barth su uvelike pridonijeli kritici kristološke pozicije koja vjeru u Isusa Krista temelji na povijesnim činjenicama. Na temelju razlike između historisch i geschichtlich, o kojima govori Martin Kähler, Bultmann zaključuje da je na prvom mjestu događaj spasenja, a onda povijesna činjenica o Isusu. Bultmann tvrdi da zanimanje za Isusa nadilazi povijesnu činjenicu u sebi jer ono što prvo vrijedi jest događaj spasenja koji se dogodio u Kristu. Zbog toga Isus koji prethodi poruci Pracrkve, jest pretkršćanska činjenica, dakle, beskoristan za našu vjeru u Krista. Bultmann, dakle, zastupa tezu da je za vjeru važno samo Dass (da) povijesnog Isusa, a ne i Was (što) i Wie (kako) Isusova života. Njegova je kristologija bitno vezana uz značenje koje Isus ima za vjeru u kojoj čovjek prihvaća Božji spasenjski činu raspetom Isusu. Njegovi učenici se ne slažu s takvim razmišljanjem. Prema njima je važno pokazati da je Isusova poruka u skladu s navještanjem Krista od strane apostola. 

## Isus Krist u katoličkoj teologiji
Za vrijeme Tridentskog sabora i u vremenu nakon njega Crkva se nije toliko bavila ovom problematikom, već više dogmatskim preciziranjem. Tako ostaje sve do pred kraj 18. stoljeća kada prosvjetiteljstvo i racionalizam polako uzimaju pod svoje teologe tog vremena, osobito protestantske. No, krajem 19. i početkom 20. stoljeća, povijesno-kritička metoda se uvodi i u katoličku egzegezu i nastaje tzv. modernistička kriza, koja se osobito širi Francuskom, Italijom i Engleskom. Francuski teolog A. Loisy počeo je shvaćati da se njegovo znanstveno istraživanje razlikuje od dogmatskih sadržaja katoličke vjere. Koristeći se modernističkom metodologijom došlo se do zaključka da je Isus bio samo običan čovjek koji je sebe smatrao eshatološkim Mesijom. Prema njemu je prva Crkva Isusu dodala mesijanska i božanska svojstva. To je bio poticaj za mnoge teologe tog vremena da stave u pitanje takvu povijesno – kritičku metodu. Ubrzo dolazi do obrane tradicionalnog naučavanja o osobi Isusa Krista. Naglašen je kontinuitet koji postoji između pretpashalnog Isusa i postpashalnog Krista. Krist vjere se temelji na povijesnom Isusu, a povijesni je Isus nadahnuće vjere kršćanske zajednice. Prema tome, sadržaj i prvotni kriterij kristologije jest istodobno povijesni Isus i proslavljeni Krist. Karl Rahner smatra da govor o Kristu treba poći od povijesnog Isusa iz Nazareta koji je povijesna objava Boga. Do Drugog vatikanskog koncila povijesni je Isus bio „zaboravljen“, a nakon njega sve se više uzima uobzir Isusova povijesna stvarnost, kao jedan od temelja kristologije.

## Korištena literatura
- Tomislav IVANČIĆ, Isus iz Nazareta – povijesna osoba, Teovizija, 1995.
- Ivan KARLIĆ, Bogočovjek Isus Krist, KS, Zagreb, 2009.
- Aldo STARIĆ (ur.) Enciklopedijski teološki rječnik, Zagreb, 2009.